# Sture Lundell
Sture Vilhelm Lundell, född 13 november 1910 i Engelbrekts församling, Stockholm, död 5 september 1996 i Enskede församling, Stockholm, var en svensk ämbetsman och regeringsråd.
Sture Lundells karriär började som tjänsteman vid Överståthållarämbetet och han blev därefter ledamot i ett flertal kommittéer och utredningar rörande skattefrågor. Han blev byråchef vid Riksskattenämnden 1957, lagbyråchef i Finansdepartementet 1959 och utnämndes till departementsråd 1965. Han var regeringsråd 1967–1977.
Sture Lundell är en av få personer utan jur.kand.-examen som blivit utnämnda till regeringsråd i Sverige. Han är gravsatt på Norra begravningsplatsen utanför Stockholm.